# Kate Beaton
Kathryn Moira Beaton, nota come Kate Beaton (Municipalità Regionale di Cape Breton, 8 settembre 1983), è una fumettista canadese, celebre in particolare per la sua graphic novel Ducks, con cui si è aggiudicata il Premio Eisner nel 2023.

## Biografia
Di origini scozzesi, Beaton è cresciuta con le sue tre sorelle a Mabou, sull'isola del Capo Bretone. Si è laureata in storia e antropologia alla Mount Allison University nel 2005. Beaton ha iniziato a disegnare fumetti per il giornale universitario, The Argosy, durante il suo terzo e quarto anno di studi. Dopo il college, ha lavorato come assistente amministrativa presso il Museo Marittimo della British Columbia a Victoria.

## Carriera
Dopo la laurea nel 2005, Beaton ha lavorato per due anni nei campi petroliferi dell'Alberta per ripagare i suoi prestiti studenteschi. Nel 2007, mentre era impiegata presso il Museo Marittimo della British Columbia, Beaton ha pubblicato online la prima di due famose serie di fumetti a tema storico intitolate Hark! A Vagrant. Questa webcomic, durata dal 2007 al 2018, aveva per protagonisti alcuni personaggi storici come Gengis Khan o personaggi di fantasia della letteratura occidentale. Hark! A Vagrant ha vinto il premio Ignatz Award nel 2011 nella categoria "miglior fumetto online".
Nel giugno del 2009, Beaton ha pubblicato una raccolta di suoi fumetti intitolata Never Learn Anything from History, mente nel settembre del 2011 la casa editrice Drawn & Quarterly ha pubblicato il suo secondo libro della serie Hark! A Vagrant, nominato dalla rivista Time come uno dei dieci migliori libri di narrativa dell'anno. Il libro autopubblicato Never Learn Anything from History ha vinto nel 2009 il Doug Wright Award nella categoria "miglior talento emergente", mentre Hark! A Vagrant ha vinto l'Harvey Award 2011 per la migliore opera di fumetti online.
Beaton ha contribuito all'antologia Strange Tales della Marvel Comics. Nel 2014, ha pubblicato in rete il webcomic in cinque parti Ducks, che presenta una storia complessa e dai toni più seri basata sulle sue esperienze lavorative in alcuni siti minerari canadesi.
Il primo libro illustrato per bambini di Beaton, The Princess and the pony, è stato pubblicato nel 2015, seguito nel 2016 da King Baby.
Nell'ottobre 2018, Beaton ha deciso di porre fine alla sua webcomic Hark! A Vagrant, mentre nel 2022 una serie televisiva animata basata su The Princess and the pony, intitolata Pigna e Pony, è stata rilasciata sul servizio di streaming Apple TV+, con l'autrice nel ruolo di produttrice esecutiva.
Nel settembre 2022, Beaton ha pubblicato in lingua originale un libro di memorie in forma di graphic novel intitolato Ducks: due anni nelle sabbie bituminose, edito l'anno successivo in Italiano dall'editore Bao Publishing. L'opera documenta la sua esperienza di lavoro nel settore dell'estrazione di energia nelle sabbie bituminose dell'Alberta, lavoro svolto prima di diventare una fumettista. Si tratta dell'espansione del suo precedente webcomic Ducks del 2014.

## Stile
Beaton ha uno stile artistico semplice e umoristico, e nel disegno presta particolare attenzione ai dettagli delle espressioni facciali dei suoi personaggi.

## Premi
- Doug Wright Award (2009 e 2012) per il fumetto Hark! A Vagrant.
- Ignatz Award (2011) per il fumetto Hark! A Vagrant.
- Harvey Award (2012) per il fumetto Hark! A Vagrant.
- Eisner Award (2016) per il fumetto Step Aside, Pops: A Hark! A Vagrant Collection.
- NAPPA Award (2016) per il fumetto King Baby.
- Eisner Award (2023) per il fumetto Ducks: due anni nelle sabbie bituminose.

## Opere

### Opere umoristiche
- Never Learn Anything From History (2009)
- Hark! A Vagrant (2011)
- Step Aside, Pops (2015)

### Opere per bambini
- The Princess and the Pony (2015)
- King Baby (2016)

### Opere non fiction
- Ducks: due anni nelle sabbie bituminose (Bao Publishing, 2023, ISBN 978-8832738711)